# ローラン・デュマ
ローラン・デュマ（フランス語: Roland Dumas、1922年8月23日 - 2024年7月3日）は、フランスの政治家、弁護士。国民議会議員、外務大臣などを歴任した。

## 経歴
1922年8月23日、オート＝ヴィエンヌ県リモージュに誕生する。パリ政治学院を卒業して弁護士となる。1984年7月19日、ローラン・ファビウス内閣で同年12月7日まで欧州問題担当大臣を務めた後、外務大臣に就任する。1986年3月、コアビタシオンによりジャック・シラク内閣が成立すると外相職から離れるが、その後社会党が第一党となり、1988年5月から1993年3月まで外務大臣を務め、1995年3月に憲法評議会議長に就任した。
2022年8月に100歳を迎えた。

### 死去
2024年7月3日に死去した。101歳没。

## スキャンダル
2000年2月18日、憲法評議会議長の職にある際、台湾へのフリゲート艦売却に伴うフランス国営石油企業のエルフ・アキテーヌ社による斡旋収賄事件で仲介役とされた元愛人のクリスチーヌ・ドヴィエ＝ジョンクールと共に起訴される。その際にエルフ社は、工作資金として6500万フランを元愛人に支払ったとされる。2001年5月30日に1審で懲役6ヶ月（執行猶予2年）・罰金100万フランの有罪判決を受けるものの、2審では証拠不十分で一転無罪となった。また1審判決後には同事件の主犯がミッテランであると暴露した。エルフ社はミッテラン政権の「打ち出の小槌」とも言え、それまでにも何度も疑惑が取り沙汰されていた。2003年3月のイラク戦争ではイラク緊急委員会のメンバーとなっている。